# Kamičak (tvrđava kod Ključa)
Kamičak je malu tvrđavu smještenu na oko 15 km nizvodno od tvrđave u Ključu, na blagom uzvišenju na lijevoj obali rijeke Sane u istoimenom naselju ključke općine. Tvrđava je imala funkciju osiguravanja puta koji je iz Pounja išao prema Vrbasu. Ima oblik ravnokrakog trokuta s jakom branič-kulom visine 15 metara na zapadnom dijelu i bedemima u dužini od 20 metara. Poslije pada Bosne nalazi se u posjedu Hrvatsko-Ugarske u okviru Jajačke banovine, a krajem 15. stoljeća  (1495.) je osvajaju Osmanlije. U svome putopisu Benedikt Kuripešić spominje tvrđavicu pod imenom Kamenac. Kamičak je kao i Ključ pripadao župi Banici.
Povjerenstvo za očuvanje nacionalnih spomenika BiH 26. listopada 2010. godine donijela je Odluku kojom povijesno područje – Stari grad Kamičak u Ključu proglašava nacionalnim spomenikom Bosne i Hercegovine.